# 你是我的春天 (电影)
《你是我的春天》（英語：Ode to the Spring），原名《没有一个春天不会来临》，导演周楠、张弛、田羽生、董越、饶晓志，主演周冬雨、尹昉、宋小宝、潘斌龙、王景春、赵今麦、黄晓明。讲述了中国大陆湖北省武汉市普通老百姓抗击新冠疫情的故事。

## 演员
- 周冬雨 出演 尚小雨
- 尹昉 出演 李南风
- 宋小宝 出演 刘二红
- 潘斌龙 出演 王大鹏
- 王景春 出演 老王
- 赵今麦 出演 赵小麦
- 黄超 出演 龚臣
- 杨斯 出演 杨珊
- 黄晓明 出演 李敬
- 张航诚 出演 乐乐
- 郑罗茜 出演 钟医生
- 曾梦雪 出演 小雪
- 付妤舒 出演 张静
- 吴彦姝
- 李乃文
- 赵亮
- 贾玲
- 章子怡
- 肖央
- 张子枫
- 陈宝国
- 于谦
- 杜江
- 姚晨
- 沈腾
- 徐峥
- 靳东
- 朱一龙

## 制作
2021年3月3日正式开机，由中国电影家协会策划组织拍摄。

## 上映
2022年7月1日，《你是我的春天》在中国大陆上映。7月8日在英国上映。

## 评价
豆瓣评分4.6分。

## 奖项
| 年份 | 奖项/电影节          | 奖项分类   | 是否得奖 | 备注 |
| ---- | -------------------- | ---------- | -------- | ---- |
| 2022 | 第17届中国长春电影节 | 评委会大奖 | 獲獎     |      |